# Ana Jansen
Ana Joaquina Jansen Pereira, também conhecida como Donana, como era chamada por seus escravos (São Luís do Maranhão, 1798 – São Luís do Maranhão, 11 de abril de 1869), foi uma empresária e política brasileira, que se tornou uma personagem controversa na história do Maranhão. Por sua crueldade com seus escravos, criou-se uma lenda sobre seu espírito vagar pelas ruas de São Luís, conduzindo uma carruagem fantasmagórica.

## Biografia
Filha de Vicente Gomes de Lemos Albuquerque e Rosa Maria Jansen Müller, que por sua vez era filha de um comerciante holandês falido, foi uma rica proprietária de terras e imóveis, e ativista política e dos movimentos sociais.
Ana Jansen foi uma nobre brasileira descendente de holandeses e portugueses, sua família se instalou no Brasil, na cidade de São Luís (Maranhão), capital da Capitania do Maranhão (após a independência do Brasil de Portugal, passou a ser a Província do Maranhão).
Ainda adolescente, teve um filho de pai desconhecido no registro, tornando-se duplamente "desonrada", por não ser mais virgem e por ser mãe solteira. sendo expulsa de casa pelo pai com o filho recém-nascido.
Após um tempo de grandes dificuldades, conhece e torna-se amante por muitos anos do rico coronel Isidoro Rodrigues Pereira, pertencente à família mais rica da época. Com ele, teve alguns filhos, passando de amante a esposa após a morte da primeira mulher do coronel, que aceitou criar seu filho sem pai. Ele a sustentava, lhe deu casa e uma vida digna para criar seu filho, embora fosse alvo de preconceito por, no início, criá-lo sozinha, pois ainda não tinha casado com o coronel, morando só com o filho na casa cedida por ele.
Sua situação melhora aos poucos, depois que se tornou amante do coronel, o homem mais rico da Província do Maranhão. Esse relacionamento mal visto transforma Ana Jansen num alvo fácil para a sociedade moralista da época, personificada acima de tudo por sua maior inimiga: Dona Rosalina Ribeiro, que conservava a moral e os bons costumes com muito rigor. Não admitia uma mulher não ser casada, ter filho de um homem que ninguém sabe quem é e, ainda por cima, ser amante de outro, ainda casado. O comportamento liberal e avançado de Ana era chocante para as mulheres da época, que se casavam cedo e viviam uma vida de submissão ao marido.
Isidoro assumiu oficialmente a relação com Ana Jansen depois da morte de sua esposa, dona Vicência. O casal permaneceu junto por quinze anos até a morte de Isidoro, que deixou seis filhos para Ana criar.
Voltou a ser aceita pela sociedade maranhense aos poucos. Após seu casamento milionário, passou a ser mais respeitada. Os anos passaram e, com a morte de seu marido, transformou-se na viúva mais rica e em uma poderosa senhora de terras, de escravos e líder política, sendo chamada de "Rainha do Maranhão".
Após a morte de Isidoro, assumiu a Fazenda Santo Antônio, propriedade do falecido coronel, e, logo em seguida, conseguiu triplicar a fortuna herdada. Consolidou-se como uma das maiores produtoras de algodão e cana-de-açúcar do Império, além de possuir o maior número de escravos da região.
Cobrava pela distribuição de água na cidade, sendo que já havia serviços mais modernos. Em uma tentativa de se implantar um sistema de distribuição para a água, Donana tanto fez que levou o sistema à falência. Ela comandou a distribuição de água por 15 anos, o que lhe gerava bons lucros.
Perseverante e ambiciosa, Ana transformou o dinheiro em poder, assumindo a liderança política da cidade e reativando o esfacelado partido liberal Bem-te-Vi, passando a comandá-lo. Com habilidade política, costurava acordos nos bastidores, chegando a financiar os exércitos do duque de Caxias durante a Balaiada, revolta que ocorreu no Maranhão.
Manteve forte rivalidade política com o Comendador Meireles, líder do Partido Conservador. Seu temperamento forte, explosivo e competitivo, além de sua capacidade de liderança, alcançam a corte de D. Pedro II e ela passou a ser chamada, informalmente, de Rainha do Maranhão. Passou também a ser conhecida pela dureza com que tratava os inimigos e pelo autoritarismo extremo com que tratava seus funcionários e escravos. Era voz corrente entre seus opositores de que não tinha piedade de quem atrapalhasse seus planos, e açoitava os negros que não a obedeciam, mutilando-os.
Embora seja consenso histórico de que Ana Jansen fosse realmente cruel com seus escravos, de acordo com o historiador Rodrigo do Norte, muitos dos relatos seriam exagerados, de modo que ela não os maltrataria mais do que a média dos escravagistas de sua época.
Ana Jansen requereu ao Imperador do Brasil o título nobiliárquico de Baronesa de Santo Antônio, em razão da localidade onde tinha sua principal fazenda, diante de suas posses, influência social e política. No entanto, o título lhe foi negado pelo Imperador Dom Pedro II do Brasil.
Depois da morte de Isidoro, Ana se tornou amante, por muitos anos, do Desembargador Francisco Vieira de Melo. Com ele, teve mais quatro filhos, totalizando 11 filhos: 1 de pai desconhecido, 6 de Isidoro e 4 de Francisco. Por ser uma mulher avançada em seus ideais, ela nunca viu problemas em ser amante e nem ligava para o que as mulheres casadas diziam, pois sempre aparecia grávida em público, mesmo sem estar casada, e todos ficavam totalmente chocados.
Mais tarde, já aos 60 anos, vivendo sozinha, pois se separou de seu amante, casou-se pela segunda vez oficialmente com o comerciante paraense Antônio Xavier, com quem não teve filhos.
Ana Jansen morreu aos 71 anos, de causas naturais.

## Homenagens
Atualmente, em São Luís, existem ruas com o seu nome e uma lagoa em sua homenagem: a Lagoa da Jansen, um dos principais pontos de lazer da capital.

## Lenda da carruagem
No folclore de São Luís, existe uma lenda sobre a carruagem de Ana Jansen. De acordo com esta lenda, por maltratar seus escravos, Ana Jansen teria sido condenada a vagar perpetuamente pelas ruas da cidade numa carruagem assombrada. O coche maldito partiria do cemitério do Gavião, em noites de quinta para sexta-feira. Um escravo sem cabeça conduziria a carruagem, puxada por cavalos também decapitados, ou por uma puxada por uma mula-sem-cabeça em outras versões.
A história é uma fábula universal da figura do Ogro personificado, isto é, de personagens reais da aristocracia de uma localidade que assumiram entre o imaginário folclórico as características de um ser aterrorizante pelos seus terríveis feitos, tal como o Vlad, o Empalador na Romênia, Gilles de Rais na França e Isabel Bathory na Hungria.